# クイズ列車出発進行
『クイズ列車出発進行』（クイズれっしゃしゅっぱつしんこう）は、1979年10月7日から1980年3月30日までTBS系列局および福島テレビとテレビ山口（いずれも当時はフジテレビ系列とのクロスネット局）で放送されていた、TBS製作の視聴者参加型のクイズ番組である。全26回。放送時間は毎週日曜 12:00 - 12:55 （日本標準時）。

## 概要
同日曜12:00枠における前番組は毎日放送制作の『婚約診断スイッチON』で、TBS制作番組はそれまで日曜14:00枠に編成されていた。この番組のスタートとともに毎日放送制作枠とTBS制作枠が入れ替えられ、以来日曜12:00枠はTBS制作枠となった。

### 番組内容
- 日本全国各地を訪れ、国鉄（現・JR）や私鉄の列車（正しくは一部の車両）を借り切って行う。
- 1チーム4人、10チーム（後期には8チーム）が列車の中で、一般常識クイズや開催される場所にちなんだ問題に挑戦。
問題はすべて三者択一式。その中で、不正解だと1人が途中下車しなければいけない「落っこちクイズ」が数問、ラビット関根（現・関根勤）が車窓からの遠景に現れて正解を表現する「ラビットクイズ」（関根がどんなコスプレをして登場するのかを三択で当てるという、知識は全く無関係な運頼みのクイズ）が1問あった（前期のみ）。
- 「落っこちクイズ」はいつ出題されるかわからず、出題時には踏切警報機を模した小道具の警笛が突然鳴る。
「落っこちクイズ」の出題場所は車内だけではなく、山陰本線が舞台になったときは列車に乗車前、松江駅の改札前で松宮が踏切警報機を装備した工事用ヘルメットを頭に着けて出題した（以後、乗車前の「落っこちクイズ」は恒例となる。ここでの敗者は列車に乗ることさえできず、見送りとなる）。
- クイズの成績上位2チームは最終目的地で降車し、日本各地の名所で決勝戦を行い、優勝すると賞金40万円と20万円相当の旅行券、総額60万円獲得となる。前期にはクイズではなくご当地にちなんだゲームを行っていたが、後期に入ってクイズになった（東武日光線以降）。
- 道中で1カ所だけ「落っこちた」参加者を対象に、収録地にあるネット局のアナウンサーが担当する敗者復活（おたすけ）ゲームが行われて、落っこちた者の中から1人を選び出し課題を与え、それをクリアすれば賞金が出た（前期のみ）。
- 路線距離が短い江ノ島電鉄では特別ルールが採用された。
藤沢駅→江ノ島駅間で2チームずつの○×クイズが行われ、間違ったチームは全員次の駅で降車し、指定された時間までに江ノ島まで走って移動。江ノ島で復活クイズが行われ、正解チームは前者の正解チームと合流し、江ノ島駅→鎌倉駅間で通常クイズが行われた。間違ったチームが全員降車するルールは、下記の全員失格ルールに繋がった。
- 後期には、2チームずつの早押し対戦で負けた方が全員失格になるクイズがあった。このクイズの後には、下車駅のホームで日本テレビ『アメリカ横断ウルトラクイズ』の「バラマキクイズ」のようなクイズが行われ、停車時間内に正解した人は復活できるようになっていた。
- 列車内のクイズでは、ゲスト歌手が乗り込んでゲストにまつわる問題を出題しその後、ゲスト歌手が途中下車するクイズも行われたことがある。(主なゲストは、ピンクレディー、榊原郁恵、中原理恵など）しかし、ゲストの持ち歌は、放送時間の関係で披露されなかった。
- この番組やこの番組の後番組である『日本縦断クイズ合戦』では、『アメリカ横断ウルトラクイズ』の模倣であるという指摘が放送当時から寄せられていた[要出典]。
- 走る列車内や駅でロケを行うため制約が多く変化が付けにくく、視聴率面ではNHKのど自慢、フジテレビ『クイズ・ドレミファドン!』、日本テレビ『目方でドーン!』といった同様の視聴者参加型番組に及ばず、半年で終了。同種の『日本縦断クイズ合戦』にリニューアルするものの、制作局が毎日放送からTBSに替わっても視聴率の回復が見られず、『アッコ・古舘のゆうYOUサンデー!』で盛り返すまで苦戦を強いられることになる。

## 出演者

### 司会
- 渡辺文雄：都合で不参加の時もあり。その際にはTBSのアナウンサーが代理を務めた。
- 松宮一彦：当時TBSアナウンサー。出題者も兼ねて出演していた。
- 小泉紀子

### レギュラー
- ラビット関根（現・関根勤）

## 訪れた場所と利用路線
- 鴨川（京都府）/東海道新幹線
- 枕崎市（鹿児島県）/鹿児島交通枕崎線[1]
- 会津若松（福島県）/磐越西線
- 会津若松（福島県）/只見線 
1979年11月4日放送分において只見線列車内（只見→会津若松間）でクイズバトルが展開され、決勝戦は会津若松城（鶴ヶ城）を望む鶴ヶ城公園内で行われた。ちなみに同日、同番組の次枠で放送されたのが「江夏の21球」で有名な'79プロ野球日本シリーズ「近鉄対広島」第7戦（大阪スタヂアム、制作：毎日放送）の生中継だった。
- 箱根町（神奈川県）/箱根登山鉄道
- 津和野（島根県）/SLやまぐち号（山口線）
- 大井川（静岡県）/大井川鐵道
- 明治村（愛知県）/名古屋鉄道
- 日光東照宮（栃木県）/東武日光線
ノンストップ特急「けごん」車内にて収録のため途中駅で降りられないため東武1720系電車に設置されているサロンルームを活用した「落っこちサロン」が設定された。
- 草津温泉（群馬県）/吾妻線
- 佐久間ダム（静岡県・愛知県）/飯田線
- 広兼邸（岡山県）/伯備線
- 秩父（埼玉県）/秩父鉄道
- 富良野（北海道）/富良野線
- 奈良公園（奈良県）/関西本線
- 爪木崎（静岡県）/伊東線・伊豆急行（年末年始の親子大会）
- 越後湯沢（新潟県）/上越線
- 常磐ハワイアンセンター（福島県）/常磐線
- 出雲大社（島根県）/山陰本線
- 富士スピードウェイ（静岡県）/御殿場線
- 不明（和歌山県）/阪和線
- 那珂川（栃木県）/真岡線
- 鴨川シーワールド（千葉県）/外房線
- 熊野速玉大社（和歌山県）/紀勢本線
- 高徳院（神奈川県）/江ノ島電鉄
- 開智学校（長野県）/中央東線（最終回）

## エンディングテーマ
- ラブ・ソング（歌：西島三重子、レコード発売元：ワーナー・パイオニア〈現：ワーナーミュージック・ジャパン〉）

## 備考
司会の渡辺と松宮は、スタート直前まで同局で放送されていたバラエティドラマ『少女探偵スーパーW』で共演したことがある。
同時間帯の番組では、民放唯一の全国ネット枠での放送だった。TBSのこの時間帯は、1958年スタートの『ロッテ 歌のアルバム』以来、現在放送中の『アッコにおまかせ!』まで全国ネット枠を継続している。　　　　　　　　　　　　　　　　　　　　　　　　　　　　　　　　　　　　　　　　　　　　　 
また、『ロッテ 歌のアルバム』の後番組でもありロッテが引き続き番組スポンサーを務めた(ただし、複数社になる）。ロッテは、この時間帯、番組が変わってもスポンサーを続けていた。
上記の通り、当番組は『アメリカ横断ウルトラクイズ』に似た内容だったが「列車の中で行う生き残りクイズ」は本番組のほうが先だった。『-ウルトラクイズ』で「列車クイズ」を行ったのは9年後の1988年放送の第12回大会での第4チェックポイント・アラスカ鉄道（フェアバンクス - アンカレッジ間）が最初で最後だった。なお、『-ウルトラクイズ』の企画のもとになったのは、東海道新幹線を使ったクイズという案だった。